# Филиал МГУ имени М. В. Ломоносова в Грозном
Филиал МГУ в г. Грозном — структурное подразделение Московского государственного университета им. М. В. Ломоносова на территории Чеченской Республики. Первый на Северном Кавказе филиал старейшего российского вуза.

## История
Реализация проекта началась в 2017 году. Это инвестиционный проект с территорией 26 га и кампусом из восьми корпусов. Три из них учебные, они рассчитаны на 3,5 тысяч обучающихся. Для преподавателей и студентов построено два корпуса общежития по 130 мест каждый.
Решение о создании филиала подписано ректором МГУ Виктором Садовничим в октябре 2022 года. Филиал располагается в Ахматовском районе по улице Л. И. Яшина.
Директором филиала назначен бывший депутат государственной думы Магомед Селимханов. Руководителем образовательных программ - кандидат физико-математических наук Александр Воронцов, начальником учебного отдела - кандидат биологических наук Алексей Ердяков.
Открытие филиала состоялось 17 ноября 2023 года в городе Грозном.

## Обучение
По программе бакалавриата действуют следующие направления подготовки (первый набор состоялся в 2023 году):
- прикладная математика и информатика;
- юриспруденция;
- менеджмент.

С 2024 года планируется начать набор на программы специалитета (срок обучения - 6 лет):
- фундаментальная и прикладная биология (направленность - биотехнология);
- фармация.[1]

Занятия в филиале ведут преподаватели Московского университета.

## Инфраструктура
К настоящему моменту филиал МГУ в Грозном располагает следующими объектами:
- три учебных корпуса;
- общежития для студентов и преподавателей на 260 человек;
- актовый зал со зрительным залом на 300 мест;
- столовая;
- спортивный центр с бассейном, футбольное поле, волейбольная, баскетбольная и теннисные площадки[5].